# 树勋小学
树勋小学，是一所位于中华人民共和国吉林省长春市南关区的小学。2019年，该小学以“省立第二师范学校中共地下党活动遗址”为名，列入长春市文物保护单位。

## 历史
1915年7月，吉长道道尹郭宗熙创办吉长道立示范学校。1920年7月，示范学校更名为吉林省立第二师范学校，校址在宽城子西三道街双桥外（即今树勋小学位置）。1935年，吉林省立第二师范学校与吉林省立第三师范学校合并，成立吉林师范学校并迁至吉林市，后沿革为北华大学师范分院。原吉林省立第二师范学校校址则另行成立吉林省立长春师范学校，后又相继改称吉林省立长春师道学校、新京特别市国民师资养成所和新京特别市立师道学校。1945年日本投降后，新京特别市立师道学校改为长春师范学校。1946年，长春师范学校迁至外郊，原师范学校位置新建长春特别市吉林马路小学，后于1948年更名为长春市胜利区至善高级小学。1954年，至善高级小学定名为胜利区树勋小学，后于1957年改为南关区树勋街小学。
2009年11月2日，长春市人民政府决定将树勋小学以“省立第二师范学校中共地下党活动遗址”名义，定为长春市第八批文物保护单位。